# نوارک (آرکانزاس)
نوارک (آرکانزاس) (به انگلیسی: Newark, Arkansas) یک شهر در ایالات متحده آمریکا با جمعیت ۱٬۲۱۹ نفر است که در آرکانزاس واقع شده‌است.

## موقعیت جغرافیایی
موقعیت جغرافیایی شهرها و مناطق اطراف به شرح زیر است: